# Габриэлян, Нина Михайловна
Ни́на Миха́йловна Габриэля́н (род. 16 октября 1953, Москва) — советская и российская поэтесса, прозаик, переводчик поэзии, культуролог, художник. Член Союза писателей СССР (с 1988 г.), Союза писателей Москвы (с 1992 г.) и Международного Художественного Фонда (с 2005 г.).

## Краткая биография
В 1976 году окончила Московский Государственный институт иностранных языков им. Мориса Тореза. В 1976—1977 гг. работала младшим научным сотрудником во Всесоюзной Государственной библиотеке им. Ленина (Информационный центр по проблемам культуры и искусств), в 1977—1980 гг. — переводчик в ЦНИИ рефлексотерапии, в 1994 −1997 гг. — главный редактор феминистского журнала «Преображение», в 1996—2005 — координатор образовательных программ Информационного Центра Независимого женского форума.
В 1977—1979 гг. занималась в семинаре молодых поэтов-переводчиков при московском отделении Союза писателей СССР (руководитель Михаил Абрамович Курганцев), была членом редколлегии «Лаборатории первой книги» при Московской писательской организации, которую вела Ольга Чугай. Одновременно посещала мастерскую известного российского художника и педагога армянского происхождения Бориса Отарова.

Нина Габриэлян со своим учителем Б.С. Отаровым (1988)

## Творчество
С 24 лет публикует стихи и прозу в журналах «Новый мир», «Дружба народов», «Москва», «Арион», «Черновик», «Стрелец», «Литературная Армения», в «Литературной газете», альманахе «Поэзия» и во многих коллективных сборниках. Является автором нескольких сборников стихов и сборника повестей и рассказов. Её стихи переводились на армянский, английский, французский, малайский, индонезийский, болгарский, сербский и греческий языки, проза — на английский, французский, шведский, итальянский и арабский языки.
Активно занимается переводами армянской, казахской, курдской, малайской, индийской и африканской поэзии. Эти переводы опубликованы во многих книгах, выпущенных в свет издательствами «Советский писатель» (московское и ленинградское отделения), «Художественная литература», «Книга», «Радуга», а также в периодике.
Любовь к живописи возникла рано и поначалу проявилась в литературном творчестве — в цветовой насыщенности её стихов и прозы. В основном работает в технике масла и пастели.
Картины художницы хранятся в Музее наивного искусства (Москва), в музее «Тапан» Российской и Ново-Нахичеванской епархии ААЦ (Москва), в музейно-выставочном комплексе «Волоколамский Кремль» (Волоколамск), в частных коллекциях России, Армении, Великобритании, Италии, США и Канады.
Занимается научно-исследовательской деятельностью в области литературоведения, искусствознания и культурологии. Её научные статьи опубликованы в научных журналах («Общественные науки и современность», «Вопросы литературы», «Новое литературное обозрение» и др.) и в сборниках (Института славяноведения РАН, Института Русского языка им. Виноградова РАН, Российского Института культурного и природного наследия им. Лихачева и др.).
Является участницей международных научных конференций в Москве, Санкт-Петербурге, Эрфурте (Германия), Варшаве (Польша), Тампере (Финляндия). Принимала участие во Всемирном женском форуме в Пекине (Китай), Днях русской культуры в Куала-Лумпуре (Малайзия), Международном Фестивале поэзии «Славянское объятие» в Варне (Болгария), Международном Фестивале поэзии в Баня Луке (Республика Сербская в Боснии и Герцеговине), в фестивале «Генуэзский маяк» в Генуе (Италия), Фестивале поэзии памяти Негоша (Черногория).
Была инициатором и в 2006—2011 гг. одним из главных организаторов междисциплинарных «Отаровских чтений», посвященных памяти художника Бориса Отарова (1916-1991 г.г.), которые проходили в Российском научно-исследовательском институте культурного и природного наследия имени Д. С. Лихачёва.

Нина Габриэлян читает стихи на своем творческом вечере 21 ноября 2018 в Центральном доме литераторов

Нина Габриэлян читает свои переводы армянской поэзии на вечере в Музее серебряного века 25 февраля 2021 г. Справа поэт и переводчик Алеша Прокопьев

## Награды
- Серебряный крест Союза армян России (2018)
- Золотая медаль Посольства Армении в Москве (2018)

## Впечатление
Цветовая палитра картин Нины Габриэлян немного напоминает армянские ковры — не те, яркие и броские, а несколько приглушенные в плане колористики узоры, но богатые разнообразными красками. Обычно это либо натюрморты, либо пейзажи, либо удивительные фигуры с широко раскрытыми говорящими глазами. Эти фигуры, да и натюрморты, вопреки традиционному пониманию последних как «мертвой натуры», обязательно живые, пытающиеся донести до созерцателя мысль, вложенную в них художником. — Рубен Гюльмисарян 

## Основные сочинения
- «Тростниковая дудка. Стихи и переводы" (Ереван, 1987)
- «Зерно граната» (Москва, 1992) (стихи)
- «Хозяин травы» (Москва: Эксмо-пресс, 2001) (повести и рассказы)
- «Поющее дерево» (Москва, 2010) (стихи)

## Участие в выставках
- 2002 г. — «Автопортрет художницы». Музейный Центр Российского Государственного Гуманитарного Университета
- 2003 г. — «Писатель у мольберта» (совместно с Л.Беляевой). Клуб писателей ЦДЛ
- 2004 г. — «Мир сказок». Персональная выставка. Выставочный зал Московского Дома Национальностей
- 2005 г. — «Сказки бабушки Нунэ». Персональная выставка. Галерея Контакта (Центральный Дом журналиста)
- 2005 г. — Персональная выставка. Библиотека № 27 г. Москвы
- 2006 г. — «Нина Габриэлян. Григорий Ингер. Возвращение домой». Галерея на Филипповской
- 2006 г. — Персональная выставка. Музейный Центр Российского Государственного Гуманитарного Университета
- 2006 г. — Персональная выставка. Городской выставочный зал г. Дубны
- 2006 г. — Персональная выставка. Выставочный зал клуба Улица ОГИ
- 2006 г. — Персональная выставка. Галерея Российского научно-исследовательского института культурного и природного наследия им. Д. С. Лихачёва
- 2008 г. — Персональная выставка. Библиотека им. Волошина
- 2009 г. — Персональная выставка. Музейный Центр Российского Государственного Гуманитарного Университета
- 2009 г. — «Борис Отаров и художники его круга». Галерея «Беляево»
- 2011 г. — «Три цвета одной радуги» (совместно с Н.Степановой и А.Акопян). Галерея «Нагорная»
- 2011 г. — «Приношение» (совместно с Ю.Александровым и В.Казачковым). Дом ученых г. Троицка
- 2012 г. — «Арт Март» (совместно с Н.Степановой и А.Акопян). Артгалерея «Дрезден»
- 2012 г. — «Стихия цвета» (совместно с А.Андреевой и М.Потапенковой). Выставочный зал Международного Художественного Фонда
- 2013 г. — «Армянские художники Москвы». Галерея Московского дома национальностей
- 2013 г. — «Полдень». Персональная выставка. Галерея Московского дома национальностей
- 2013 г. — «На два голоса» (совместно с О.Богачовой). Библиотека искусств им. Боголюбова
- 2013 г. — «Волшебная пастель». Персональная выставка. Выставочный зал префектуры ЮЗАО г. Москвы
- 2014 г. — Персональная выставка. Государственный институт искусствознания[4].
- 2015 г. — «Диалог» (совместно с О.Богачовой). Шаховской районный историко-краеведческий музей и музейно-выставочный комплекс «Волоколамский Кремль».
- 2015 г. — «Цветение». Персональная выставка. Музей наивного искусства. Москва.
- 2016 г. — «Остановись мгновенье — ты прекрасно!» Галерея искусств PunTo ArTe.
- 2016 г. — Персональная выставка «Полдень» в музее «Тапан»[5]
- 2016 г. — «Среди людей». Музейно-выставочный комплекс «Волоколамский Кремль».
- 2017 г. — «Трансформация цвета». Персональная выставка. Галерея «Нагорная»[6]